# M/S Ningpo
M/S Ningpo var ursprungligen ett svenskt last- och passagerarfartyg som sänktes avsiktligt 1941 i Hongkong. Fartyget bärgades av japanerna, och under namnet Nippo Maru torpederades det slutligen av en amerikansk ubåt i juni 1944. 

## Historik
Fartyget sjösattes den 9 december 1937 vid Eriksbergs varv i Göteborg till AB Svenska Ostasiatiska Kompaniet och döptes av fru Jenny Jansson till Ningpo efter den kinesiska staden med samma namn. Ningpo byggdes för trafik på bolagets linje på Kina och Japan och var inrett för passagerare. Bland de tekniska finesserna ombord var bland andra en strålkastare placerad i ett utrymme i förstäven. Härigenom slapp man från olägenheten att befälet på bryggan bländades. Anordningen fungerade utmärkt och var bland annat till stor fördel vid passage genom Suezkanalen. 
Ningpo, som i april 1940 tvingades stanna utanför Skagerackspärren, gick sedan i fart på Stilla Havet mellan amerikanska och ostasiatiska hamnar. I augusti 1938, stoppades Ningpo av en japansk jagare utanför Hongkong med ett skarpt skott framför bogen. Efter undersökning av skeppspappren fick Ningpo fortsätta. Kapten Brandt protesterade hos japanska konsulatet i Hongkong mot uppbringandet. Där uppgavs som skäl för undersökningen att Ningpo inte svarat på jagarens signaler. Kapten Brandt å sin sida förklarade att Ningpo besvarat jagarens första signal men att de efterföljande inte hade kunnat tydas. 

## Sänkningen
Fartyget blev lejdfartyg i början av 1941. Ningpo minsprängdes i aktern av en drivande mina i Singapore i juni 1941, varvid bl.a. rodret och styrmaskinen skadades. Efter provisoriska reparationer bogserades fartyget till Manila, där lasten lossades mellan 19 och 28 oktober. Därefter bogserades Ningpo till Hongkong för reparation. När kriget mellan Japan och USA bröt ut i december 1941 gav engelsmännen den 11 december order om att Ningpo skulle sänkas, så att fartyget inte skulle falla i japanernas händer. Sedan besättningen lämnat fartyget öppnades bottenventilerna och Ningpo sjönk på grunt vatten med överbyggnaderna liggande i vattenytan. Den 12 december sköts fartyget i brand av brittisk och japansk artillerield. Den 15 december hölls avmönstring på konsulatet varefter besättningen inte fick någon hyra, och den 25:e kapitulerade Hongkong till japanska styrkor.Ningpos i Manila lossade last hemfördes senare av lejdbåten Dagmar Salén. 

### Om Ningpo-besättningen
Besättningen på Ningpo blev internerad i Hongkong av japanerna. Vid ett gangsteröverfall annandag påsk 1942 dödades andre styrman Anton Forsberg, tredje styrman Paul Lindqvist och tredje maskinist Karl Andersson. I maj 1942 flyttades Ningpo-besättningen av japanerna till den internationella bosättningen i Shanghai. Av den kvarvarande besättningen dog förste styrman Gottfrid Lundin, samt motormännen Artur Svensson och Erik Lundberg på grund av malaria och svält i Shanghai innan sjömännen den 23 november 1945 kunde resa hem med det brittiska trupptransportfartyget Tamaroa, på brittisk bekostnad. De var framme i Liverpool den 30 december. Den 2 januari 1946 kom besättningen till Malmö, och eftersom de inte hade nödvändiga papper och påstod sig komma från Kina, blev polisen misstänksam och låste in dem i häkte. Något som inte ens japanerna hade gjort tidigare. Följande morgon när missförståndet hade klarats upp frigavs besättningen.
Efter andra världskriget startade Aftonbladsjournalisten Börje Heeds dokumentärroman SOS...Ningpo (1954) den första påtagliga debatten om krigsseglarnas öde i Sverige. Samtidigt pågick en rättsprocess som startats 1946 av Svenska sjöfolksförbundet, med advokat Henning Sjöström som förbundets juridiska ombud, för att ge Ningpo-männen ersättning. Opinionen och framstötar hos regeringen gjorde att man 1952 betalade ut en viss summa till Ningpo-männen för psykiskt lidande, och man avskrev även tidigare skulder. Ytterligare en utbetalning gjordes till besättningen 1959. I liknande fall i de nordiska grannländerna dröjde det bara omkring ett år efter krigsslutet innan ersättning betalades ut.

## Under japansk flagg
Japanerna lät bärga fartyget, reparerade henne i docka under 1942, och dieselmotorn ersattes med kolvångmaskin. Från oktober 1943 seglade fartyget för den japanska flottan under namnet Nippo Maru, tills det sänktes natten till den 29 juni 1944 av den amerikanska ubåten USS Flasher cirka 125 nm sydost om Singapore. Nippo Maru ingick vid tillfället i en japansk konvoj från Manila till Singapore, och hade soldater, civila passagerare och arméutrustning ombord. På senare tid har vraket, som ligger på 43 meters djup, blivit dokumenterat.